# 倉沢正則
倉沢 正則（くらさわ まさのり、1952年2月10日 - ）は、日本の牧師、宣教学者。東京基督教大学第四代目学長。

## 経歴
長野県出身。1974年、中央大学卒業。1981年日本基督神学校卒業、日本同盟基督教団・大阪茨木聖書教会伝道師になる。当時の大阪茨木聖書教会の主任牧師は吉持章であった。同教会で夫人と結婚する。
渡米して、フラー神学校卒業、博士号取得（宣教学）。帰国後は、東京基督教大学の講師に就任し、宣教学を教え、八千代聖書教会牧師になる。キリスト新聞のレギュラー執筆者を務める。
2004年、東京基督教大学第四代学長に就任する。
2014年3月 東京基督教大学学長を退任。千葉県柏市沼南キリスト教会牧師に就任、現在にいたる。

## 著書
- 「ペテロの手紙第一」『実用聖書注解』（いのちのことば社）
- 『「和解の福音」と沖縄』 共同執筆（いのちのことば社、2001年）
- マックグラス『科学と宗教』 共訳（教文館、2003年）
- ウィンター、ホーソン『世界宣教の展望』 共訳（いのちのことば社、2003年）